# 1616
1616 (MDCXVI) fue un año bisiesto comenzado en viernes según el calendario gregoriano.

## Acontecimientos
- 4 de febrero: Juan de Silva, gobernador de Filipinas, parte de Malaca con una expedición de 16 naves y 500 soldados para acabar con los piratas holandeses que, aliados con los musulmanes, atacan las posesiones españolas del archipiélago. Antes, De Silva había pedido la colaboración de los portugueses, que se la negaron a pesar de guiarles un interés común.
- La Iglesia católica pone la obra De revolutionibus orbium coelestium (de Nicolás Copérnico) en el índice de libros prohibidos.
- El genealogista francés Pierre D’Hozier comienza a investigar extensamente la genealogía de las familias nobles de Francia.
- 2 de marzo: Se funda la ciudad de Medellín en Colombia.

## Nacimientos
- 13 de enero: Antonieta Bourignon, religiosa francesa.
- 25 de mayo: Carlo Dolci, pintor italiano (f. 1686)
- 23 de noviembre: John Wallis, matemático inglés (f. 1703)
- 27 de marzo: María de Jesús Ruano, “la Sabia de Coria”, terciaria franciscana española (f. 1666).
- William Holder, teórico musical, clérigo y filósofo natural inglés.

## Fallecimientos
- 22 de abril: Miguel de Cervantes, escritor español (n. 1547).
- 23 de abril: Inca Garcilaso de la Vega, escritor peruano (n. 1539).
- 23 de abril: William Shakespeare, escritor inglés (n. 1564).
- 29 de julio: Tang Xianzu, escritor chino (n. 1550).
- 7 de agosto: Vincenzo Scamozzi, arquitecto italiano (n. 1548).